# اکسو، نالیهان
اکسو، نالیهان (به لاتین: Aksu, Nallıhan) یک منطقهٔ مسکونی در ترکیه است که در استان آنکارا واقع شده‌است.